# Country Class
Country Class är den amerikanska sångaren och pianisten Jerry Lee Lewis 32:a studioalbum, utgivet 1976. Albumet gavs ut på skivbolaget Mercury.

## Låtlista
| Nr           | Titel                                   | Text                                         | Längd |
| ------------ | --------------------------------------- | -------------------------------------------- | ----- |
| 1.           | "Let's Put It Back Together Again"      | Jerry Foster, Bill Rice                      | 3:17  |
| 2.           | "No One Will Ever Know"                 | Mel Foree, Fred Rose                         | 3:02  |
| 3.           | "You Belong to Me"                      | Frank Kuczynski, Chilton Price, Redd Stewart | 2:52  |
| 4.           | "I Sure Miss Those Good Old Times"      | Mack Vickery                                 | 3:41  |
| 5.           | "Old Country Church"                    | Clarence Thorne, Lance Sterling              | 2:45  |
| 6.           | "After the Fool You've Made of Me"      | Jerry Foster, Bill Rice                      | 2:10  |
| 7.           | "Jerry Lee's Rock & Roll Revival Show"  | Jerry Foster, Bill Rice                      | 2:51  |
| 8.           | "Wedding Bells"                         | Claude Boone                                 | 2:40  |
| 9.           | "Only Love Can Get You in My Door"      | Ric Marlow, Michel Rubini                    | 4:22  |
| 10.          | "The One Rose (That's Left in My Hand)" | Del Lyon, Lani McIntire                      | 4:35  |
| 11.          | "Closest Thing to You"                  | Bob McDill                                   | 3:15  |
| Total längd: | Total längd:                            | Total längd:                                 | 36:07 |